# Osmia lignaria
Osmia lignaria är ett solitärt (icke samhällsbildande) bi i familjen buksamlarbin som är en viktig pollinatör, vilken även används kommersiellt.

## Utseende
Ett bi med metalliskt blågrå, ibland nästan svart kropp som kan ge den ett nästan flugliknande utseende. Honan är täckt med korta, täta hår, medan hanen är nästan hårlös med undantag för en tuss vita hår framtill på huvudet. Som hos andra buksamlarbin använder honan håren på buken för att samla pollen. Hanen har dessutom längre antenner än honan. Honan blir omkring 14 mm lång, och hanen 11 till 12 mm.

## Ekologi
Arten förekommer framför allt i trädbevuxna områden som fruktträdgårdar och skogsbryn, men kan också uppträda kring bebyggelse. Den flyger från mars till juni, och besöker ett flertal blommande växter. Främsta näringskällor är fruktträd som körsbär, päron, apel, kvitten, mandel och plommon men den flyger även till blåbär och gullregn.

### Fortplantning
Honan bygger larvbon i olika håligheter, främst i trä, men andra material kan även användas, som trädgårdsslangar, övergivna rörledningar, bambu eller papperstuber (de senare används ofta i människokonstruerade bon). Håligheterna delas upp i larvceller med hjälp av mellanväggar av dy eller lera, varje cell förses med larvproviant i form av pollen, och ett ägg läggs i varje cell. Honan lämnar ofta den sista cellen tom för att lura predatorer. Larven förpuppas efter 10 till 14 dygn. Den fullbildade insekten övervintrar ofta i puppkokongen. Förutom övervintringen, har larven dessutom en viloperiod under den hetaste delen av sommaren, under vilken den inte utvecklas. Hanarna kläcks först, och väntar sedan utanför larvbona på att de fullbildade honorna ska komma fram.

### Ekonomisk betydelse

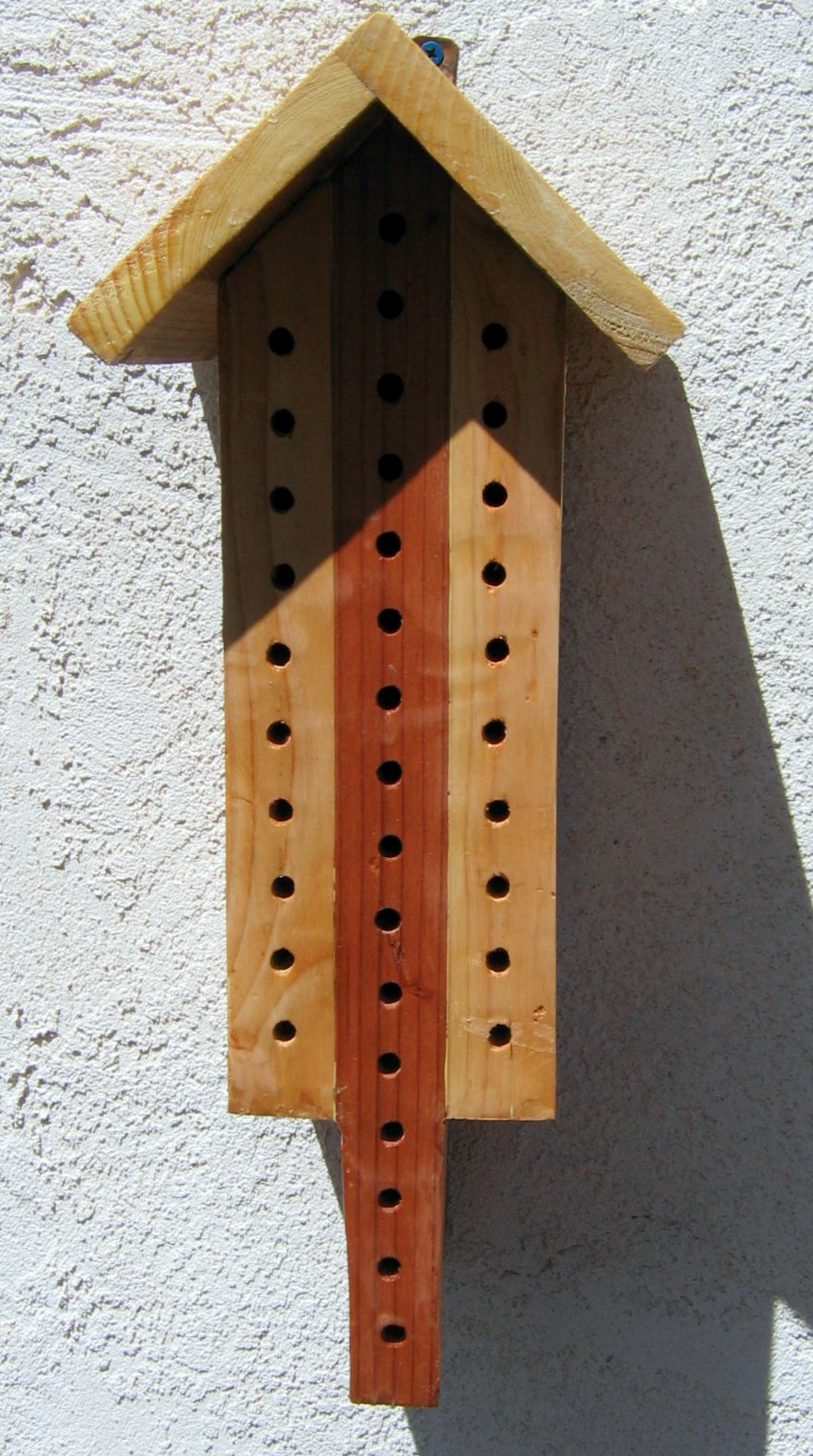
"Biholk" avsedd för Osmia lignaria

Som redan nämnts är arten en god pollinatör för växter med tidig blomning. Biet är dessutom mycket aktivt, även under dåliga väderförhållanden, vilket tillsammans med dess starka förkärlek för fruktträd gör det till en kommersiellt viktig pollinatör. Det handlas kommersiellt med puppor av insekten, bland annat på nätet. Pupporna förvaras sedan på destinationsorten så att de kläcks lagom till fruktträdens blomning.  Den är dessutom lättodlad i konstgjorda bon, och det förekommer att den hålles lokalt mer eller mindre som ett tamdjur; arten föredras ofta framför honungsbiet. Trots att det har en fungerande gadd, som det till skillnad från honungsbiet kan använda flera gånger, anses det nämligen som mycket fredligt.

## Utbredning
Osmia lignaria finns i Nordamerika. Artens ursprungliga utbredningsområde är västra USA och Kanada, men på grund av den livliga handeln med bina som kommersiella pollinatörer har de spritts över stora delar av Nordamerika så långt söderut som till Georgia.